# نوتوی باله‌آبی
نوتوی باله‌آبی با نام علمی Nothobranchius rachovii گونه ای از برکه‌ماهیهای ساکن آب شیرین و بومی کشور موزامبیک است. تا ۶ سانتیمتر (۲٫۴ اینچ) رشد می‌کند. این ماهی در میان علاقه‌مندان به ماهی‌های کیلی گونه بسیار محبوبی است که از مرحله تخم در آکواریوم پرورش می‌دهند.

## پراکنش
این گونه در دشت سیلابی زامبزی پایین و همچنین در دشت سیلابی رودخانه پونگوه یافت می‌شود.

## رژیم غذایی
نوتوی باله‌آبی‌ها جزو ماهی‌های کف زی (بنتوپلاژیک) هستند و از زئوپلانکتون‌ها و دیگر جانداران که در کف آب زندگی می‌کنند (بنتوس) تغذیه می‌کنند.

## زیستگاه
آنها به‌طور طبیعی در دشت‌های هموار یا فرورفتگی‌های آبی یافت می‌شود که در فصل‌های کم‌آبی سالانه خشک می‌شوند. نوتوی باله‌آبی مانند دیگر ماهی‌های اعماق دریا ترجیح می‌دهد در انتهای آب، درست بالای ناحیه اعماق دریا بماند. آنها با کاهش سطح آب، تخم‌های خود را در گل می‌گذارند و تا زمانی که آب برگردد آنها را حفظ می‌کند.

## در آکواریوم
نوتوی‌های باله‌آبی دارای اهمیتی تجاری هستند و معمولاً در تجارت آکواریوم یافت می‌شوند. آنها را می‌توان در یک آکواریوم ۴۰ الی ۶۰ لیتری (۱۰–۱۵ گالنی) قرار داد. نرها نسبت به دیگر نرهای هم‌نوع پرخاشگر هستند. آنها را می‌توان به صورت گله‌ای در کنار ماهی‌های گرمسیری آب شیرین صلح‌جو با اندازه مشابه نگهداری کرد.

## نام‌گذاری
نوتوی باله‌آبی توسط ارنست آهی در سال ۱۹۲۶ با نوع محلی به عنوان بیرا، موزامبیک توصیف شد. این نام خاص به افتخار آکواریومیست آلمانی آرتور راچو (۱۸۸۴–۱۹۶۰) است که تعدادی از نمونه‌های ماهی را به موزه für Naturkunde اهدا کرد.

## مراجع[۶]
1. ↑  Nagy, B.; Watters, B. (2019). "Nothobranchius rachovii". IUCN Red List of Threatened Species. IUCN. 2019: e.T141973907A58311523. doi:10.2305/IUCN.UK.2019-3.RLTS.T141973907A58311523.en. Retrieved 19 November 2021.
2. 1 2 3  Froese, Rainer, and Daniel Pauly, eds. (2010). "Nothobranchius rachovii" in FishBase. October 2010 version.
3. 1 2  «Rainbow Nothobranch | Nothobranchus rachovii». TropicalFreshwaterFish.com. دریافت‌شده در ۲۰۲۳-۱۱-۰۱.
4. ↑  "Nothobranchius rachovii (Bluefin Nothobranch)". Seriously Fish (به انگلیسی). Retrieved 2017-03-31.
5. ↑  Mauchline J and Gordon JDM (1986) "Foraging strategies of deep-sea fish"] Mar.
6. 1 2  "The Genus Nothobranchius | American Killifish Association". aka.org (به انگلیسی). Archived from the original on 4 May 2017. Retrieved 2017-03-31.
7. ↑  Christopher Scharpf; Kenneth J. Lazara (31 May 2019). "Order CYPRINODONTIFORMES: Families APLOCHEILIDAE and NOTHOBRANCHIIDAE". The ETYFish Project Fish Name Etymology Database. Christopher Scharpf and Kenneth J. Lazara. Retrieved 8 September 2019.